# Jason Rubin
Pour les articles homonymes, voir Rubin.
Jason Rubin (né en 1970) est un concepteur, scénariste et producteur de jeux vidéo, ainsi qu'auteur de comics américain.
Connu pour les séries Crash Bandicoot et Jak and Daxter, il a cofondé le studio Naughty Dog,. Il fut également président de THQ. Il est ensuite devenu vice-président chargé du contenu chez Oculus.